# Johan Peter Weisse
Johan Peter Weisse (født 13. august 1832 i Søndre Land, død 7. marts 1886 i Kristiania) var en norsk filolog.
Han tog filologisk embedseksamen 1858, levede derefter et par år som redaktør i Kristiania, men søgte sig så ind i skolens tjeneste og var ansat som adjunkt i forskellige byer (Trondhjem, Fredrikshald, Kristiania), indtil han 1875 udnævntes til professor i latinsk filologi ved Universitetet i Kristiania.
Weisse, der var en ypperlig lærer og foredragsholder, er særlig kendt ved sine Populære Forelæsninger (I. Tiberius og Nero 1882 og II 1886), indeholdende studier over emner fra romersk historie og samfundsliv, rige på fine, træffende karakteristikker og iklædte en mønstergyldig form.
Af hans skrifter, nærmest beregnede på skolen, kan nævnes hans latinske grammatik (1871), Lærebog i romerske Antikviteter (1880) og
Udvalg af Tacitus’ Annaler og Historier (1885). Særlig fortrolig var Weisse med Roms topografi, som han havde ofret indgående studier
under gentagne lange ophold i Italien. Han var en af stifterne af Christiania Arbejderakademi.